# 張宇欣
張宇欣（1989年2月20日—），出生於中國黑龍江，是高山滑雪運動員。他於2007年起參與國際比賽。2012年，他在全國冬季運動會贏得兩面金牌。翌年，又在全國高山滑雪錦標賽奪得男子全能的冠軍。2014年，他取得參與冬季奧運會的參賽資格。

## 資料來源
1. ↑  "高山滑雪男子全能张宇欣摘金 黄海滨收获银牌" （页面存档备份，存于） 2012-01-06
2. ↑  .   [2014-02-06]. （原始内容存档于2016-03-04）.
3. ↑  張宇欣 劉洋分獲全國高山滑雪錦標賽男 女全能冠軍 的存檔，存档日期2013-04-23. 2013-01-31